# Marek Leśniewski
Marek Leśniewski (ur. 24 kwietnia 1963 w Bydgoszczy) – polski kolarz szosowy, sześciokrotny mistrz Polski, dwukrotny olimpijczyk, medalista mistrzostw świata (1989) i igrzysk olimpijskich (1988), zwycięzca Tour de Pologne (1985), selekcjoner polskiej kadry szosowej młodzieżowców i juniorów, trener, od 2024 prezes Polskiego Związku Kolarskiego. Zawodnik klubów Romet Bydgoszcz (1982-1984 i 1987-1988), CWKS Legia Warszawa (1985-1986), MDK Bydgoszcz (1990-1993), Zibi Casio Częstochowa (1993), Aubervilliers 93 Peugeot (1994-1996), Big-Mat Auber 93 (1997), CM Aubervilliers (1998-2001).

## Igrzyska olimpijskie
W 1988 zdobył srebrny medal w wyścigu drużynowym na 100 km (partnerami w drużynie byli Joachim Halupczok, Zenon Jaskuła i Andrzej Sypytkowski) na igrzyskach w Seulu. Na rozgrywanych cztery lata później igrzyskach olimpijskich w Barcelonie zajął w tej samej konkurencji szóste miejsce (partnerami w drużynie byli Dariusz Baranowski, Grzegorz Piwowarski i Andrzej Sypytkowski).

## Mistrzostwa świata
- Ośmiokrotnie startował w mistrzostwach świata, a jego największe sukcesy to srebrny medal w drużynowej jeździe na czas na MŚ w Chambéry w 1989 (partnerami w drużynie byli Halupczok, Jaskuła i Sypytkowski) i szóste miejsce w wyścigu indywidualnym na MŚ w Oslo w 1993).

### Poszczególne starty
- 1983
  - wyścig drużynowy na 100 km - 4 m.
- 1985
  - wyścig indywidualny - 40 m.
- 1986
  - wyścig drużynowy na 100 km - 9 m.
- 1987
  - wyścig indywidualny - 74 m.
  - wyścig drużynowy na 100 km - 7 m.
- 1989
  - wyścig drużynowy na 100 km - 2 m.
- 1990
  - wyścig drużynowy na 100 km - 10 m.
- 1991
  - wyścig indywidualny - 57 m.
- 1993
  - wyścig indywidualny - 6 m.

## Mistrzostwa Polski w kolarstwie szosowym
Jego największym sukcesem było dwukrotne mistrzostwo Polski w wyścigu ze startu wspólnego (1991 i 1993) oraz mistrzostwo Polski w jeździe indywidualnej na czas (1991). Łącznie zdobył 16 medali mistrzostw.

### Poszczególne starty
- 1982
  - III miejsce w wyścigu jazda indywidualna na czas
- 1983
  - Wicemistrz Polski w jeździe na czas parami (ze Zbigniewem Ludwiniakiem)
  - III miejsce w wyścigu jazda indywidualna na czas
- 1985
  - Mistrz Polski w wyścigu drużynowym na czas (z Legią Warszawa)
- 1986
  - Mistrz Polski w wyścigu drużynowym na czas (Z Legią Warszawa)
  - Wicemistrz Polski w jeździe na czas parami (ze Zbigniewem Ludwiniakiem)
- 1987
  - III miejsce w wyścigu jazda indywidualna na czas
- 1988
  - Wicemistrz Polski w jeździe na czas parami (z Andrzejem Maćkowskim)
- 1991
  - Mistrz Polski w wyścigu ze startu wspólnego
  - Mistrz Polski w wyścigu jazda indywidualna na czas
  - Mistrz Polski w wyścigu parami na czas (z Piotrem Koczwarą)
- 1992
  - III miejsce w wyścigu parami na czas (z Piotrem Koczwarą)
  - III miejsce w wyścigu jazda indywidualna na czas
- 1993
  - Mistrz Polski w wyścigu ze startu wspólnego (czas: 4:33.11 s.)
  - III miejsce w wyścigu jazda indywidualna na czas
- 1996
  - Wicemistrz Polski w wyścigu ze startu wspólnego

## Starty wTour de Pologne(1983-1997)
Największym sukcesem było zwycięstwo w 1985. Ponadto w 1984 i 1985 wygrywał klasyfikację punktową, a w 1985 także najwszechstronniejszych. Łącznie wygrał 5 etapów.

### Poszczególne starty
- TdP 1983
  - 2. miejsce w prologu (2,8 km ITT; strata do zwycięzcy +0,13 s.)
- TdP 1984
  - 2 zwycięstwa etapowe: prolog (2,8 km ITT), IX. etap (141 km)
  - 2. miejsce: I. etap (138 km), III. etap (153 km)
  - lider wyścigu przez 2 dni
  - 1. miejsce w klas. punktowej (128 pkt)
  - 2. miejsce w klas. najwszechstronniejszych (67 pkt)
  - 3. miejsce w klas. najaktywniejszych (12 pkt)
- TdP 1985 – triumfator wyścigu, czas: 28:59.32 s, średnia 42,2 km/h
  - 2 zwycięstwa etapowe: II. etap (162 km), VIII. etap (174 km)
  - 2. miejsce: prolog (3,0 km ITT), III. etap (34,0 km ITT)
  - 3. miejsce: IX. etap (22,5 km ITT)
  - lider wyścigu przez 9 dni
  - 1. miejsce w klas. punktowej (78 pkt)
  - 1. miejsce w klas. najwszechstronniejszych (78 pkt)
- TdP 1987
  - 2. miejsce w klasyfikacji indywidualnej (strata do zwycięzcy całego wyścigu +7 s.)
  - 2. miejsce: prolog (2,9 km ITT)
  - 3. miejsce: III. etap (171 km)
  - lider wyścigu przez 4 dni
- TdP 1993
  - 2. miejsce w klasyfikacji indywidualnej (strata do zwycięzcy całego wyścigu +56 s.)
  - 1 zwycięstwo etapowe: X. etap (46,0 km ITT)
  - 3. miejsce: I. etap (182 km)
- TdP 1995
  - 4. miejsce w klasyfikacji indywidualnej (strata do zwycięzcy całego wyścigu +3.49 s.)
  - 2. miejsce: IV. etap (15,5 km ITT)
- TdP 1997
  - 16. miejsce w klasyfikacji indywidualnej

## Starty wWyścigu Pokoju
- 1985 – 30 m.
- 1989 – 55 m.

## Inne wyścigi amatorskie (1983-1993)

### Wyścig dookoła Mazowsza
- 1983
  - 1. miejsce w klasyfikacji łącznej

### Milk Race
- 1984
  - 1 zwycięstwo etapowe: prolog (3,2 km ITT)
- 1986
  - 1 zwycięstwo etapowe: VI. etap (169 km)
- 1990
  - 2. miejsce: II. etap (190 km), VI. etap (161 km)
  - 3. miejsce: Vb. etap (47 km kryterium)

### Olimpia's Tour
- 1988
  - 1 zwycięstwo etapowe: IVb. etap (8,0 km ITT; czas: 8.53 s.)
  - 2. miejsce: prolog (8,6 km ITT; czas: 10.52 s.), VIIb. etap (9,5 km ITT; czas: 11.53 s.)

### Pozostałe wyścigi
- 1983 Ronde van West-Henegouwen: 3. miejsce, IVb. etap (103 km)
- 1986 Circuit Cycliste de la Sarthe: 2. miejsce, I. etap (22,0 km ITT)
- 1989 Postgirot Open: 3. miejsce, prolog (2,6 km ITT)

## Wyścigi zawodowe (1994-1997)
W 1996 startował w Tour de France, ale nie ukończył wyścigu. W latach 1994–1997 czterokrotnie wystąpił w wyścigu Paryż-Tours (najwyższa pozycja 35 w 1995)